# Samsung 9000
Der Samsung 9000, auch Xin-Los-Angeles-Typ, ist ein Containerschiffstyp des südkoreanischen Schiffbaukonzerns Samsung Heavy Industries. Die ersten Schiffe des Typs waren bei ihrer Indienststellung die größten Containerschiffe weltweit.

## Geschichte
Die mit dem Typschiff Xin Los Angeles begonnene Baureihe von Post-Panamax-Containerschiffen des Samsung-9000-Typs mit 9580 TEU wurde in den Jahren 2005 und 2006 von der südkoreanischen Werft Samsung Shipbuilding & Heavy Industries für die Reedereien China Shipping Container Lines (CSCL), Danaos Shipping, Seaspan, Reederei Claus-Peter Offen und MSC gebaut. Eingesetzt werden die Schiffe von CSCL und MSC im  Liniendienst auf der Route Nordeuropa – Fernost.
Mit Stellplätzen von über 9500 TEU und einer Tragfähigkeit von 111.746 tdw zählten die ersten der abgelieferten Schiffe bis zur Vorstellung der Emma Maersk, dem Typschiff der Emma-Mærsk-Klasse im September 2006 zu den größten Containerschiffe der Welt. Die Container können unter Deck in zehn Lagen und 16 Reihen nebeneinander, an Deck in bis zu acht Lagen in 18 Reihen nebeneinander gestaut werden.
Das Deckshaus ist etwa auf vier Fünftel der Länge achtern über der Maschinenanlage angeordnet.
Angetrieben werden die Schiffe von einem in Lizenz gebauten MAN B&W 12K98MCC Zweitakt-Dieselmotor mit 68.382 kW der direkt auf die Welle wirkt. Sie erreichen damit eine Dienstgeschwindigkeit von 25 Knoten. Die Besatzung besteht aus 19 Mann.

## Die Schiffe
| Bauname         | Bau- nummer | IMO-Nummer | Ablieferung       | Auftraggeber                   | Umbenennungen und Verbleib    |
| --------------- | ----------- | ---------- | ----------------- | ------------------------------ | ----------------------------- |
| Xin Los Angeles | 1558        | 9307217    | 22. Juni 2006     | China Shipping Container Lines | 2018 Pusan C, so in Fahrt     |
| CSCL Pusan      | 1559        | 9307229    | 8. September 2006 | Danaos Shipping                | so in Fahrt                   |
| Xin Shanghai    | 1560        | 9307231    | 9. Oktober 2006   | China Shipping Container Line  | so in Fahrt                   |
| CSCL Le Havre   | 1561        | 9307243    | 20. November 2006 | Danaos Shipping                | 2018 Le Havre, so in Fahrt    |
| CSCL Zeebrugge  | 1566        | 9314234    | 8. Januar 2007    | Seaspan Container Lines        | so in Fahrt                   |
| Xin Hong Kong   | 1565        | 9314222    | 6. Februar 2007   | China Shipping Container Lines | so in Fahrt                   |
| Santa Lucilla   | 1566        | 9304459    | 21. März 2007     | Claus Peter Offen              | 2007 MSC Lisbon, so in Fahrt  |
| Xin Hamburg     | 1567        | 9314246    | 1. April 2007     | China Shipping Container Lines | 2007 Xin Beijing, so in Fahrt |
| MSC Sindy       | 1611        | 9336048    | 14. Mai 2007      | Mediterranean Shipping Company | so in Fahrt                   |
| CSCL Long Beach | 1568        | 9314258    | 5. Juli 2007      | Seaspan Container Line         | so in Fahrt                   |
| MSC Pina        | 1612        | 9339272    | 24. Juli 2007     | Mediterranean Shipping Company | so in Fahrt                   |
| MSC Candice     | 1613        | 9339284    | 29. Oktober 2007  | Mediterranean Shipping Company | so in Fahrt                   |